# Bobbie Singer
Bobbie Singer (født 22. februar 1981) er en østrigsk sangerinde, som repræsenterede Østrig ved Eurovision Song Contest 1999 med sangen "Reflection". Sangen opnåede en 10. plads. 